# Georgette Ciselet
Georgette Ciselet, född 1900, död 1983, var en belgisk feminist och politiker. Hon blev 1949 den första av sitt kön i Belgiens parlament.  